# Gaia Bassani Antivari
Gaia Bassani Antivari (ur. 8 lipca 1978 w Mediolanie) – azerska narciarka alpejska.

## Życiorys
Narciarstwo alpejskie uprawia od 16. roku życia. Od 1996 uczestniczy w zawodach.
Dawniej reprezentowała Grenadę, w barwach której próbowała zakwalifikować się na igrzyska w 2002, jednakże komitet olimpijski tego kraju nie zdecydował się na wysłanie do Salt Lake City swojej reprezentacji. Bassani Antivari postanowiła z własnych pieniędzy sfinansować swój start na tych igrzyskach, jednakże MKOl sprzeciwił się występowi zawodniczki w imprezie. Alpejka odwołała się do Komisji Arbitrażowej, która podtrzymała decyzję MKOl.
Jako reprezentantka Azerbejdżanu wystartowała na igrzyskach olimpijskich w Vancouver, na których wzięła udział w slalomie (nie ukończyła pierwszego przejazdu) i slalomie gigancie, w którym zajęła 57. pozycję. W 2013 wywalczyła kwalifikację na igrzyska w Soczi.
W 2014 ponownie wystąpiła na igrzyskach olimpijskich. Została zgłoszona do slalomu, ale ostatecznie nie pojawiła się na starcie z powodu kontuzji doznanej podczas treningu.
Z zawodu jest prawniczką.
Jej trenerem jest Stefano Danetto. Mówi po angielsku, francusku i włosku.